# Pieter A. Scheen
Pieter Arie Scheen (* 1. April 1916 in Den Haag; † 10. November 2003 in Apeldoorn, Provinz Gelderland) war ein niederländischer Kunsthändler und Autor über niederländische Maler des späten 18., des 19. und des frühen 20. Jahrhunderts.

## Leben
Scheen, ältester Sohn des niederländischen Schulleiters, Amateurmalers, Restaurators und Kunsthändlers Pieter Scheen (1874–1952), wuchs im ständigen Kontakt zum 1916 gegründeten väterlichen Kunsthandel in Den Haag auf. Dessen Galerie war auf die niederländische Malerei der Romantik und der Haager Schule spezialisiert. Im Alter von 15 Jahren begann er dort mitzuarbeiten, nachdem er mehrmals von der Schule verwiesen worden war. Zeitweise arbeitete er außerdem in einem Hutgeschäft und als Vertreter einer Metallgießerei.
Durch die Mitarbeit im väterlichen Geschäft erwarb er gründliche Kenntnisse. Unter Auswertung bestehender Literatur, insbesondere des Künstlerlexikons Allgemeinen Lexikons der Bildenden Künstler von der Antike bis zur Gegenwart, begann er dort, eine Kartei niederländischer Maler aus der Zeit 1750 bis 1850 anzulegen, die er später für seine lexikografischen Veröffentlichungen nutzte. In den 1930er Jahren machte er sich als Kunsthändler selbständig. Während des Zweiten Weltkriegs verfasste er ein Werk über niederländische Maler, das im Jahr 1946 unter dem Titel Honderd jaren Nederlandse Schilder- en Teekenkunst. De Romantiek met voor- en natijd (1750–1850) erschien. Diese Arbeit avancierte schnell zu einem von Kunsthistorikern zitierten Standardwerk. Es enthielt ungefähr 3000 Künstlerbiografien und ungefähr 400 Illustrationen. Darauf aufbauend veröffentlichte er weitere Künstlerlexika. 1996 und 1997 publizierte er zwei Broschüren mit Kurzgeschichten.
1975 zog er sich aus dem niederländischen Kunsthandel zurück. In dessen Segment der niederländischen Malerei des 18. und 19. Jahrhunderts hatte er sich im Lauf der Zeit zum „bedeutendsten Schrittmacher“ etabliert.

## Schriften
- 1946: Honderd jaren Nederlandse Schilder- en Teekenkunst. De Romantiek met voor- en natijd (1750–1850).
- 1950: De Haagse School. De vernieuwing van onze schilderkunst sinds het midden der negentiende eeuw.
- 1969/1970: Lexicon Nederlandse beeldende kunstenaars, 1750–1950. 2 Bände.
- 1981: Lexicon Nederlandse beeldende kunstenaars, 1750–1880.
- 1996: De uilenkast en andere verhalen.
- 1997: De Race en andere verhalen.